# Khandagatai
Khandagatai (en rus: Хандагатай) és un poble de la República de Buriàtia, a Rússia, segons el cens del 2010 tenia 286 habitants.